# Annie Murphy
Anne Frances Murphy (Ottawa, Ontario; 19 de diciembre de 1986), más conocida como Annie Murphy, es una actriz canadiense. Es conocida por sus papeles protagónicos como Alexis Rose en la comedia de situación de CBC Schitt's Creek y Allison McRoberts en la serie de comedia oscura de AMC Kevin Can F**k Himself.
Por su actuación en esta segunda serie, obtuvo elogios de la crítica y ganó el premio Primetime Emmy a mejor actriz de reparto y un premio Screen Actors Guild, al tiempo que recibió nominaciones para cuatro Canadian Screen Awards, tres Screen Actors Guild Awards, dos Critics' Choice Television Awards y un Globo de Oro.

## Biografía
Anne Frances Murphy nació en Ottawa, Ontario, el 19 de diciembre de 1986. Sus padres ejercían como profesores. Asistió a la escuela secundaria en Elmwood School de la capital canadiense, donde actuó en producciones teatrales.
Murphy se matriculó en la Universidad de Queen durante un año antes de transferirse y recibir un título en actuación teatral en la Universidad de Concordia. Luego se formó en el Conservatorio de Actores del Canadian Film Center.
A los 22 años de edad, se mudó a Los Ángeles para seguir una carrera como actriz.

## Carrera

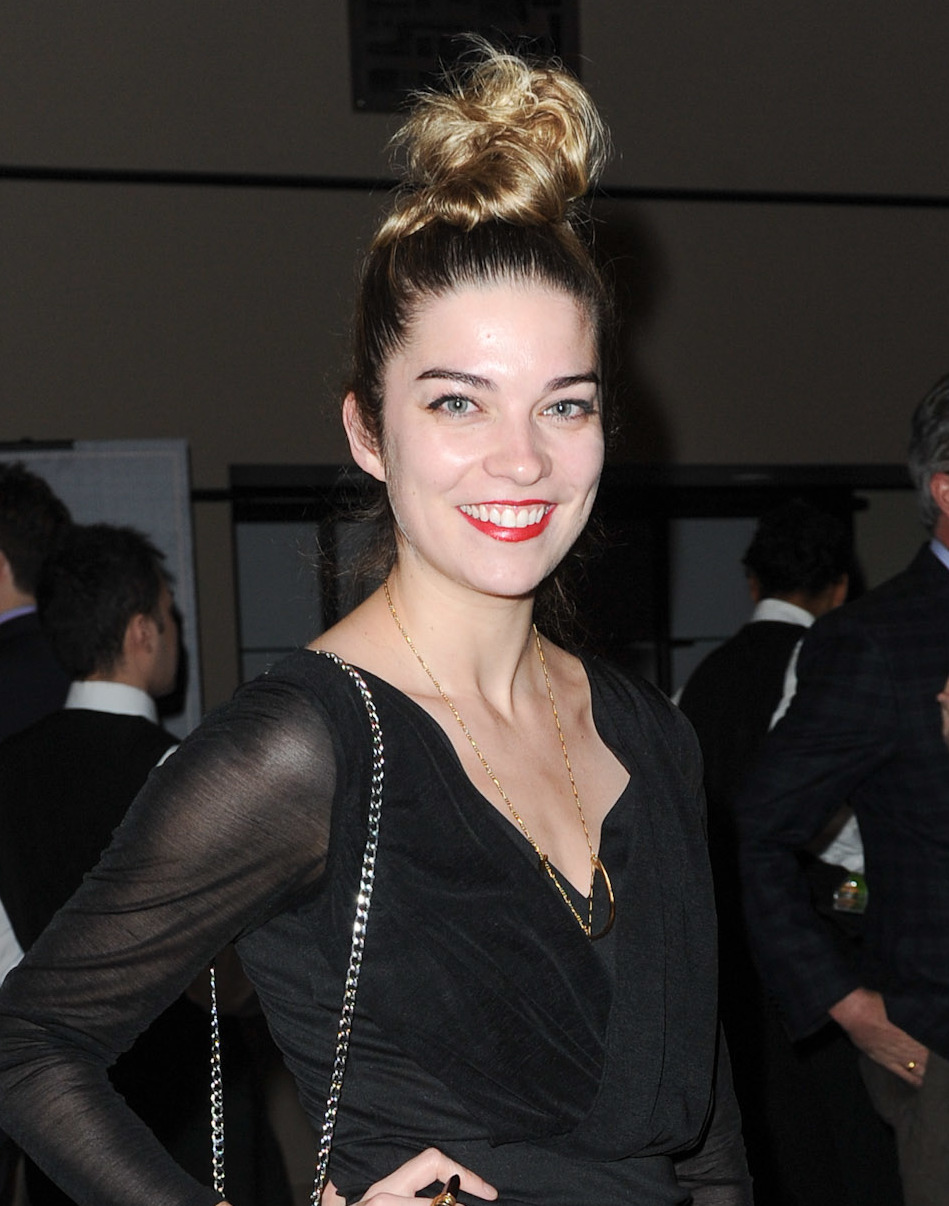
Annie Murphy, exalumna del Conservatorio de Actores de CFC y estrella de Schitt's Creek

Murphy hizo su debut en 2007 en la película de televisión de suspenso y crimen Lethal Obsession. Continuó interpretando papeles pequeños y extra en varias otras películas canadienses, como Story of Jen (2008), Lick (2010), y A Windigo Tale (2010). También apareció en varias series de televisión nacionales, incluidas Good God (2012) y Rookie Blue (2012).
También apareció en numerosas series de televisión estadounidenses, incluidas The Beautiful Life (2009), Blue Mountain State (2010), Against the Wall (2011) y Beauty & the Beast (2012).
En 2013, Murphy hizo una audición y obtuvo el papel de Alexis Rose en la comedia de situación de CBC Schitt's Creek. Interpretó al personaje durante toda la serie de seis temporadas, desde enero de 2015 hasta abril de 2020. Tras el final de la serie, la actriz recordó: 

"Mi casa acababa de incendiarse, tenía como 3 dólares en mi cuenta bancaria, no había trabajado en cerca de dos años. Y acababa de fallar mi primera prueba de pantalla, como volar estropeó, estropeó […] Me encontré llorando en el Océano Pacífico, un llanto muy mocoso, y el universo estaba como, 'No hagas más esto. ¡Esto no es para ti!' […] Pero luego, dos días después, obtuve la audición para Schitt's Creek.

Después de seis años radicada en Montreal, Murphy se mudó a Toronto, donde cocreó y protagonizó The Plateaus , una serie web de 2015 sobre cuatro músicos insufribles. Su actuación en el programa le valió una nominación en los Canadian Screen Awards 2016 a la Mejor Actuación en un Programa o Serie Producida para Medios Digitales. En la misma ceremonia, Murphy fue nominada a Mejor Actriz en una Serie de Comedia por su papel en Schitt's Creek. Obtuvo la misma nominación en 2018, 2019 y 2020. También le aportó nominaciones a Mejor Actriz de Reparto en una Serie de Comedia en los Critics' Choice Television Awards de 2019, Actuación Sobresaliente de un Conjunto en una Serie de Comedia en los Premios del Sindicato de Actores de la Pantalla de 2019, y Mejor Actriz en un papel destacado en los Premios Gracie 2019, el último de los cuales ganó. 
En septiembre de 2020, ganó el premio Primetime Emmy a la mejor actriz de reparto en una serie de comedia por su actuación en la última temporada de Schitt's Creek.
En febrero de 2020, fue elegida como la protagonista de la serie de comedia negra de televisión de AMC Kevin Can F**k Himself. Debido a la pandemia de COVID-19, la producción del programa se retrasó varios meses, pero se reanudó en septiembre de 2020.
En 2020, Murphy apareció en una campaña publicitaria navideña para los grandes almacenes de la Bahía de Hudson junto a su compañera de Schitt's Creek, Catherine O'Hara. También apareció en una serie de anuncios para la compañía de kit de comida HelloFresh, incluso en una serie web estilo telenovela titulada Hungry Hearts. En enero de 2021, apareció en un comercial de Nintendo Switch, apareciendo en una escena frente a su madre en la vida real. En septiembre del mismo año, apareció en una campaña publicitaria del anticonceptivo Phexxi sin hormonas aprobado por la Administración de Alimentos y Medicamentos (FDA).
En 2022, interpretó a la joven Ruth en la serie de Netflix Russian Doll.

## Vida personal
Murphy se casó con el cantante y músico Menno Versteeg, cantante principal de las bandas Hollerado y Anyway Gang, en agosto de 2011. En 2013, se produjo un incendio en su casa; afortunadamente ambos resultaron ilesos, aunque perdieron la mayor parte de sus pertenencias.
Murphy tiene un tatuaje de la silueta de James Stewart en su muñeca, citando su actuación como "desgarradora, dulce y divertida" en la película Harvey como una de sus influencias.

## Filmografía

### Películas
| Año  | Título                       | Papel                       | Notas |
| 2008 | Story of Jen                 | Ana                         |       |
| 2010 | Lick                         | Jennifer                    |       |
| 2010 | A Windigo Tale               | Amiga en la galería de arte |       |
| 2012 | Overwatch                    | Clare                       |       |
| 2014 | Saturday Night Special       | Charlotte                   |       |
| 2023 | Ruby Gillman, Teenage Kraken | Chelsea (voz)               |       |
| 2023 | Fingernails                  | Natasha                     |       |

### Televisión
| Año       | Título                 | Papel                       | Notas                                       |
| 2007      | Lethal Obsession       | Sarah                       | Película para televisión                    |
| 2007      | The Business           | Abogada                     | Episodio "Lance-A-Lot"                      |
| 2008      | Picture This           | Muchacha al teléfono        | Película para televisión                    |
| 2009      | The Beautiful Life     | Sarah                       | Episodio: "Piloto"                          |
| 2010      | Blue Mountain State    | Jill                        | 2 episodios                                 |
| 2011      | Against the Wall       | Tanya                       | Episodio: "Memories We Fear"                |
| 2012      | Beauty & the Beast     | Amy                         | Episodio: "Saturn Returns"                  |
| 2012      | Flashpoint             | Empleada de la guardería #2 | Episodio: "Keep the Peace (Part 1)"         |
| 2012      | Good God               | Tara                        | Episodio: "The Naked Truth"                 |
| 2012      | Rookie Blue            | Angela Kehoe                | Episodio "Girl's Night Out"                 |
| 2015      | The Plateaus           | Morgan                      | 10 episodios                                |
| 2015-2020 | Schitt's Creek         | Alexis Rose                 | 80 episodios                                |
| 2021      | Crank Yankers          | Angela (voz)                | 3 episodios                                 |
| 2021      | American Dad!          | Cita de Klaus               | Episodio: "Flush After Reading"             |
| 2021      | Robot Chicken          | Varios (voz)                | Episodio: "May Cause Inmaculate Conception" |
| 2021-2022 | Kevin Can F**k Himself | Allison McRoberts           | 16 episodios                                |
| 2022      | Murderville            | Ella misma                  | Episodio: "Murder by Soup"                  |
| 2022      | Russian Doll           | Ruth Brenner                | 5 episodios                                 |
| 2023      | Praise Petey           | Petey (voz)                 |                                             |
| 2023      | Black Mirror           | Joan Tait / Ella misma      | Episodio: "Joan is Awful"                   |
| 2024      | Nine Perfect Strangers | TBA                         | Temporada 2                                 |

## Premios y nominaciones
| Año  | Premio                 | Categoría                                                              | Película     | Resultado | Refs  |
| ---- | ---------------------- | ---------------------------------------------------------------------- | ------------ | --------- | ----- |
| 2014 | Juno Awards            | Paquete de grabación del año                                           | White Paint  | Nominada  | [ 7 ] |
| 2016 | Canadian Screen Awards | Mejor Actuación en un Programa o Serie Producida para Medios Digitales | The Plateaus | Nominada  | [ 8 ] |